# Christiane (film)
Christiane (Христиане) è un film del 1987 diretto da Dmitrij L'vovič Zolotuchin.

## Trama
Il film parla di una donna di nome Pelageja Karaulova che rifiuta di prestare giuramento davanti alla croce, spiegando di non essere cristiana.